# 2004 na arte

## Nascimentos
| Data | Nome | Profissão | Nacionalidade | Observações | Ref |
| ---- | ---- | --------- | ------------- | ----------- | --- |

## Mortes
| Data           | Nome             | Profissão                                                      | Nacionalidade  | Observações | Ref |
| -------------- | ---------------- | -------------------------------------------------------------- | -------------- | ----------- | --- |
| 19 de Março    | Glauco Rodrigues | pintor, desenhista e gravador                                  | Brasil         | n. 1929     |     |
| 3 de Maio      | Lygia Pape       | artista plástica                                               | Brasil         | n. 1929     |     |
| 28 de Dezembro | Susan Sontag     | escritora e crítica de arte                                    | Estados Unidos | n. 1933     |     |
| ??             | Lygia Pape       | gravadora, escultora, pintora, professora e artista multimídia | Brasil         | n. 1927     |     |